# جسر أكاشي كايكو

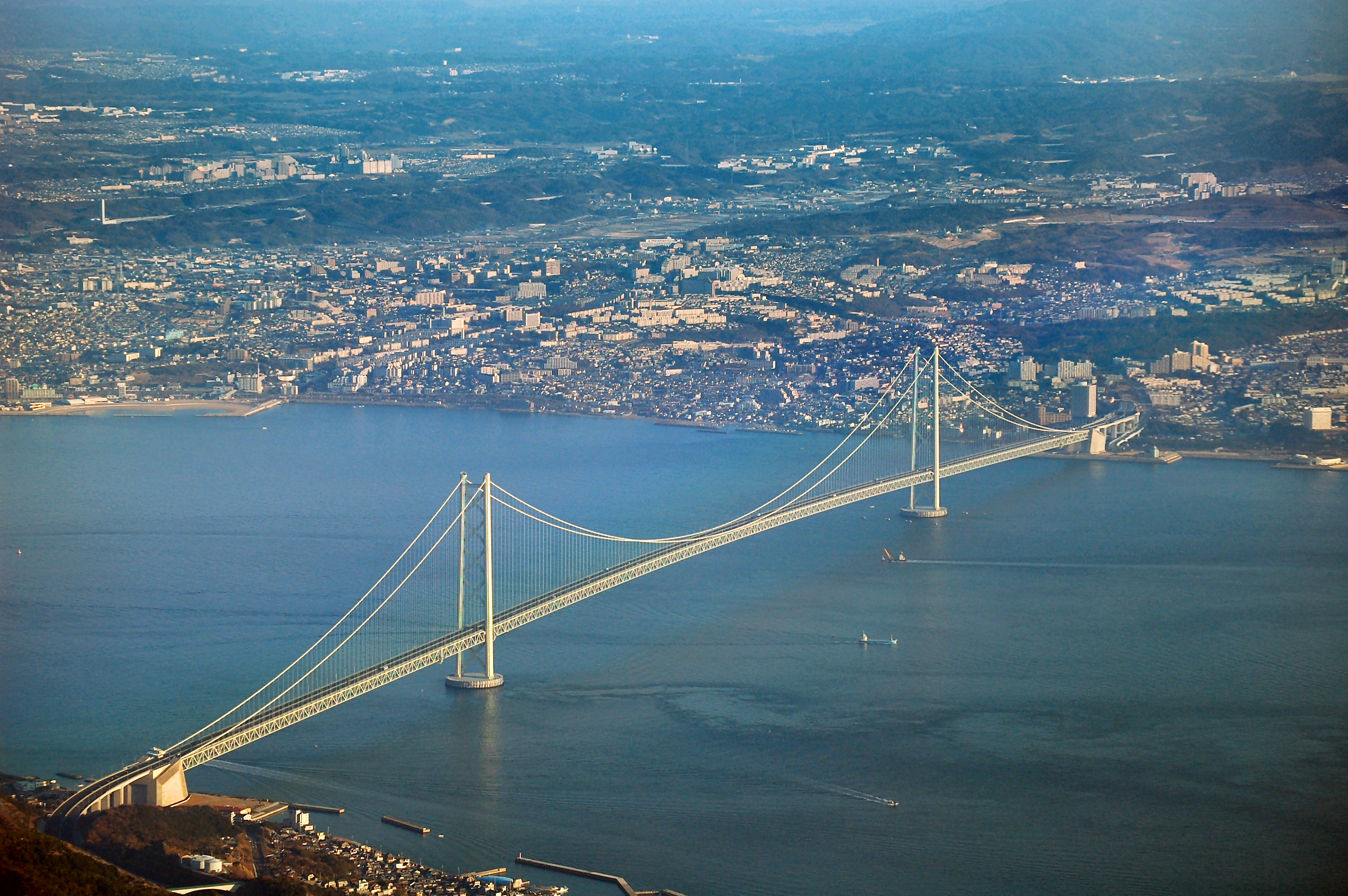
جسر اللؤلؤة.

جسر اللؤلؤة أو جسر أكاشي كايكو أهاشي (باليابانية: 明石海峡大橋 ) ثاني أطول جسر معلق في العالم، بعد ما تجاوزه جسر جنق قلعة 1915 مؤخرًا باثنيّن وثلاثين مترًا، طوله 1,991 متر (6,532 قدم؛ 1.237 ميل). وهو موجود في اليابان واكتمل بناؤه في عام 1998. يربط الجسر بين مدينة كوبه في جزيرة هونشو بأوايا في جزيرة أواجي عن طريق عبور مضيق أكاشي. وهو يحمل جزءًا من طريق هونشو، شيكوكو السريع.

## تاريخ
قبل جسر أكاشي كايكو كانت السفن تحمل الركاب على طول مضيق أكاشي في اليابان، وعادة ما تضرب ذلك الممر المائي عواصف أدت في إحدى المرات في عام 1955 في وقوع حادثة مأساوية في أثناء نقل أطفال مدرسة من جزيرة أواجي إلى مدينة كوبه، حيث أنه في أثناء النقل حدث اصطدام بين قاربين. والذي أدى إلى موت 168 شخص. هذه الحادثة المأساوية جعلت اليابانيين يفكرون في بناء جسر أكاشي كايكيو الذي اكتمل بناءه سنة 1998 م وأصبح أطول جسر معلق في العالم.

## معلومات تقنية
- اسم المشروع : جسر أكاشي كايكو
- المكان :مضيق أكاشي (يربط مدينة كوبه بجزيرة أواجي)
- طول المضيق : 4 كم
- عمق المضيق : يزيد عن 100 م
- سرعة الأمواج : 14 كم / س
- عرض قناة الشحن : 1.5 كم تقريبا (مسربين)
- فكرة التصميم : يصمم الجسر على أن يحمل ثقله الذاتى أولا ثم تصبح قوة الجسر الباقية قادرة على دعم حمل المركبات عليه (يدعم جسر أكاشي نسبة 91 % من وزنه الخاص وتبقى نسبة 9% فقط من الحمولة الكلية تدعم سير المركبات عليه)
- سرعة الرياح التصميمية : 290 كم / س
- التكلفة الكلية : 4.3 مليار دولار (أغلى جسر شيد على الإطلاق)
- تاريخ التشيد : 1988
- تاريخ الانتهاء من المشروع : 18 سبتمبر عام 1996
- عمر الجسر الافتراضي : 200 سنة
- عدد العمال : 2 مليون عامل
- كمية الأسمنت : 1.4 مليون م3
- كمية الفولاذ : 181000 طن

## مراحل البناء
تم بناء الجسر على عده مراحل:

### المرحلة الأولى «الاساسات»
- نوع الأساسات : قالبين فولاذيين واحد لكل من أساسي الجسر
- طول الحلقة الفولاذية المجوفة مضاعفة الجوانب : 70 م
- عرض الحلقة :80 م
- وزن القالب : 15000 طن
- زمن وضع القالبين في مكانهما : 38 ساعة
- عدد المضخات المستخدمة في ملئ الحلقتين بالمياه لإغراقهما لعمق 60 م بالمضيق : 22 مضخة
- كمية المياه لإغراق القالب الواحد : 250 مليون لتر
- عدد ساعات لاستقرار الأساسات في قاع المضيق : 8 ساعات
- كمية الاسمنت لمئ القالبين : 265 م3
- مسافة الترحيل المسموح بها : أقل من 10 سم

مرحلة البناء الأولى والتي هي إرساء الخرسانات الضخمة للعمودين الموجودين في هذه الصورة الأولى والخرسانتين تم تصميمها بطريقة أن تكون من الفولاذ بحيث يتم ملأها بالماء حتى تثبت في قاع البحر والمشكلة التي واجهتهم أن التصاميم القديمة للجسور المائية أن تتكون الخرسانة من قطع لنتخيل من 4 خرسانات ضخمة تنزل الواحدة تلو الأخرى فوق بعضها حتى تثبت في قاع البحر ولكن المنظقة التي سوف تبنى عليها كثيرة التيارات البحرية فلذلك يمكن أن يؤدي إلى جرفها من مكانها في وقت لاحق، فلذلك استخدموا تقنية أخرى وهي خزان الماء الذي سيملئ بالماء وسوف تصب فيه الخرسانة الاسمنتية لكن واجهتهم مشكلة أخرى ماء البحر المالح لا يتماسك مع الاسمنت ولكن اليابانيون لايقفون عند هذه المعضلة فقد قاموا باختراع خرسانة جديدة تتماسك مع الماء المالح وقد تم بناء الخرسانتين في سنه تقريباً.

### المرحلة الثانية «البرجين»
- ارتفاع البرج : 283 م ما يعادل ارتفاع بناء مكون من 80 طابق (ارتفاع برج إيفل تقريبا)
- قوة الهزة الأرضية التصميمية : 8.5 بمقياس ريختر
- وزن أجزاء البرج : 90 طن - 160 طن للجزء الواحد
- الميل المسموح به لكل برج : 2.5 سم (مسافة لا تزيد عن عرض إبهام)
- عدد المسامير المستخدمة لربط الأجزاء : 700000 مسمار
- زمن الانتهاء من البرجين : 18 شهر

بعد وضع الخرسانات وضعوا أساسات الجسر وهي البرجين والتي يصل ارتفاع كل واحد منها 283 متر وهو ارتفاع شاهق ولذلك تم تصنيعه قطعة بقطعة. قام المهندسون أيضا بوضع ماصات للصدمات ومعالجة الالتواءات التي تحدث في البرجين من الرياح القوية فوضوعوا في داخله أجهزة ذات تقنيات عالية وأيضا أجهزة هيروليكية تقوم بتوفير الدعم للبرجين مثل المساعدات التي في السيارات.

### المرحلة الثالثة «الكابلات»
- تاريخ بدء المرحلة الثالثة : نوفمبر 1993 م
- طول الكبلات المستخدمة : 300000 كم (تكفى للدوران حول الكرة الأرضية أكثر من 7 مرات)
- سمك الكبل : أكثر من 1 م
- قوة تحمل الكابل الفولاذي : ضعف قوة تحمل الكابل العادي (تستطيع حمل 3 سيارات عائلية)
- عدد الأسلاك المكونة للجديلة الواحدة: 127 بقطر 5 مم
- عدد جدائل الكابل الفولاذ: 290 جديلة
- عدد الأسلاك المكونة للكابل الفولاذي: 37000 سلك بقطر 5 مم
- زمن تثبيت الكابل بالبرج : 10 دقائق
- زمن الطيران : 48 دقيقة

من أجل توفير المال الذي يصرف على الجسر قام المهندسون باختراع فولاذ جديد يتحمل الضغط بضعف ما يتحمله الكابل الواحد لأن التصميم الأولي كان لتوفير الدعم يجب أن تكون الكوابل بعدد 2 أما الآن فهي 1.

### المرحلة الرابعة «بدن الطريق»
- عدد مسالك الطريق : 6 مسالك
- طول الطريق : 6 كم تقريبا عبر المضيق

فكرة تصميم الطريق المعلق : هو أن يكون رفيعا ومفرغا للسماح بمرور الرياح من خلاله (wind bracing) ليتشكل السطح من آلاف العوارض الفولاذية مركبة ضمن شبكة مثلثية الشكل وإضافة عمود استقرار عموديا يمر عبر مركز الجسر ويتدلى من تحت السطح ليوازن عمود الاستقرار هذا الضغط أعلى وأسفل سطح الجسر مع تركيب شبكة فولاذية متصالبة في مركز الجسر وعلى امتداد الجانبين ليسمح هذا بمرور الرياح عبر بدن الطريق.

## مقالات ذات صلة
- قائمة الجسور البارزة